# 亜酸化窒素
亜酸化窒素（あさんかちっそ、英語: nitrous oxide）とは、窒素酸化物の1種である。組成式はN2Oで表され、IUPAC勧告に従った命名法では、酸化二窒素（さんかにちっそ、英語: dinitrogen oxide）と呼び、一酸化二窒素（いっさんかにちっそ、英語: dinitrogen monoxide）も使用される。
ヒトが吸入すると、陶酔させる作用があることから、笑気ガス（しょうきガス。英語: laughing gas）とも言い、笑気と略されることもある。また麻酔作用もあるため、全身麻酔で医療用途で用いており、世界保健機関においては必須医薬品の一覧にも載せられている。近年は他に優れた麻酔薬が登場したことなどから、少なくとも日本においては、医療用途は減少の一途を辿っている。
この他にも、工業用途では燃料の発火促進のために使われる。また調理用途では、食材をムース状に加工するエスプーマと呼ばれる調理法に使用される。
しかし、陶酔感を得るために亜酸化窒素を乱用する者が後を絶たないことから、日本では、2016年（平成28年）2月18日に医薬品医療機器法に基づき「一酸化二窒素（別名：亜酸化窒素）」が指定薬物に指定された。そして、日本では同月28日から、医療などの目的以外に亜酸化窒素を製造・販売・所持・使用することが禁止されるに至った。
なお、亜酸化窒素には、地球の大気に放出されると、紫外線によって分解されて一酸化窒素を生成し、オゾン層を破壊するという作用がある。

## 歴史
笑気ガスは1772年、イギリス人の化学者ジョゼフ・プリーストリーが発見した。亜酸化窒素を吸入すると軽く酔ったような感じになることから、当時はパーティーなどを盛り上げるために使用していた。ところが1795年、こちらもイギリス人化学者のハンフリー・デービーが亜酸化窒素に麻酔効果があることを証明し、これから笑気麻酔としての用途が開けることになった。
笑気の語源には、亜酸化窒素を用いた手術中に、麻酔によって弛緩した患者の表情が笑っているように見えたからという説が有力である。

## 特徴
硝酸アンモニウムを約250℃で注意深く融解させると、分解して一酸化二窒素が発生する。
{\displaystyle {\ce {NH4NO3 -> N2O\ + 2H2O}}}
常温常圧で、無色で反磁性の気体。香気と甘味がある。麻酔作用がある。形式的には次亜硝酸の無水物に相当するが、常温において一酸化二窒素は反応性の低い気体であり水と反応することはない。またハロゲンとは反応しない。しかし高温では助燃性を発揮し、アルカリ金属および有機物などは一酸化二窒素中で燃焼する。窒素原子の酸化数は形式的には+1であるが、亜酸化窒素の構造を考慮すると、末端の窒素に酸化数0を、中央の窒素に酸化数+2を割り振ることができる。
大気中にわずかに含まれ、濃度は約 310 ppb である。主な発生源としては、燃焼、窒素肥料の使用、化学工業（硝酸などの製造）や有機物の微生物分解などがあげられる。
肥料の使用や化学物質の製造過程で出る亜酸化窒素が、2009年時点でオゾン層を最も破壊する物質であることを、アメリカ海洋大気局の研究チームが突き止め、2009年8月28日付のアメリカの科学誌『サイエンス』で発表した。
二酸化炭素の約300倍（100年GWP（100年間で発揮する温室効果））の温室効果ガスであり、京都議定書でも排出規制がかけられた。
日本では安全衛生に関する規制はないが、アメリカ合衆国では長期間の職業的暴露により自然流産率が高くなるとの報告に基づき、通常の日8時間・週40時間労働の場合の環境濃度の上限が50 ppmに定められている。

## 工業的用途
- 内燃機関のブースト用として

亜酸化窒素は熱分解されると大気よりも酸素分圧が高い混合気体となる。このため燃料・空気の混合気に添加する事で過給器を使用したのと同様の効果を発揮する。また亜酸化窒素の熱分解は吸熱反応であるため、燃料・空気の混合気を冷やす中間冷却器のような効果も発揮する。第二次世界大戦中に軍用機に使用され、近年はレースカーなど一般にも普及している。
- 化学ロケットエンジンの燃料・推進剤

ヒドラジン系に変わる物質としてエタノールとの組み合わせが検討されている。自己着火（発火）性がないため点火装置が必要になるなど構造が複雑になるが、毒性が低いため安全性が高く扱いやすいこと、融点が低く宇宙空間でも凍結しないことが利点とされている。アマチュアロケット愛好家向けのハイブリッドロケットエンジンの、酸化剤としても用いられる。
- さまざまな食材をムース状に加工するエスプーマ調理用のガスとして

## 医療用途
手術の際の全身麻酔に用いる。歯科治療時の鎮静用として酸素とともに吸入を行う。これにより麻酔注射やドリル研磨、抜歯などの恐怖心が緩和される。近年は全身麻酔においては、あまり用いられなくなりつつある。
研究事例
2014年の治療抵抗性うつ病に対する二重盲検試験では、24時間後に40%の人が症状を半分以上軽減した。ケタミンと同じく、NMDA受容体を阻害することで、抗うつ作用を発揮しているとみなされている。

## 乱用
笑気ガスを吸引すると、多幸感・酩酊状態になることから、2011年からイギリスで「風船ガス」「シバガス」として乱用されるようになり、日本でも2015年から規制の強まった脱法ドラッグに代わり乱用されるようになる。「自転車のパンク修理用」などと目的を偽り販売されていたが、2016年2月に医薬品医療機器法の指定薬物となったことから、医療用など目的以外での販売や所持、使用が禁止された。
世界でも窒息や死亡事故が報告され、2015年にイギリスのロンドン特別区で使用が禁止されるなど、規制が進められているが、その後も乱用による事故が発生しており、吸引が原因で亜急性連合性脊髄変性症を発症して、半身不随症状を起こした事例もある。

## 亜酸化窒素（笑気ガス）を扱った架空作品
- 007_カジノロワイヤル - 最後の対決で笑気ガスを噴霧する装置としてルーレットの台が登場する。回転盤が浮遊し、ガスを噴霧した後に壁に衝突し爆発する。その時にカジノにいた客は大笑いをする以外は普通に活動しているが、実際の亜酸化窒素を吸引したものとは異なる。
- 完全犯罪-作品中の被害者であるヘッダの殺害に使われている。
- ナイトラス・オキサイド・システム(及び他社類似品)として登場した作品
  - よろしくメカドック - レースのためにNOSを装着する話があるが、その際に亜酸化窒素の解説があり、とあるキャラクターがいつも笑っていることを指して亜酸化窒素を吸ったの？と揶揄するシーンがある。
  - TAXI NY - 犯罪組織の拠点の自動車整備工場に侵入した際に、サブ主人公ウォッシュバーンが可燃性ガスと間違え、NOS用亜酸化窒素ボンベを開け充満したガスを吸い、笑いだすというシーンが有るが、普通に行動はできている。(※ただし、主人公ベルのタクシーにNOSは搭載されていない。)
  - ワイルド・スピードシリーズ、60セカンズ、逮捕しちゃうぞ、エクスドライバー･･･いずれもストーリーの山場において、最後の一押しとしてNOSによるパワーアップが描かれる。
  - バトルギア4、ドリフトシティ･･･NOSによるブースト機能が搭載されたゲームタイトルの例。